# VM i cykelcross 2028
Verdensmesterskaberne i cykelcross 2028 er den 79. udgave af VM i cykelcross. Mesterskabet vil finde sted i slutningen af januar eller starten af februar 2028 i den hollandske by Hoogerheide i provinsen Noord-Brabant. Ved mesterskaberne i 2023 var Hoogerheide også værtsby.

## Resultater
| Event          | Guld | Guld | Sølv | Sølv | Bronze | Bronze |
| -------------- | ---- | ---- | ---- | ---- | ------ | ------ |
| Herrer         |      |      |      |      |        |        |
| Herrer elite   |      |      |      |      |        |        |
| Herrer U23     |      |      |      |      |        |        |
| Herrer junior  |      |      |      |      |        |        |
| Damer          |      |      |      |      |        |        |
| Damer elite    |      |      |      |      |        |        |
| Damer U23      |      |      |      |      |        |        |
| Damer junior   |      |      |      |      |        |        |
| Blandet        |      |      |      |      |        |        |
| Blandet stafet |      |      |      |      |        |        |